# Гай Попилий Кар Педон
Гай Попилий Кар Педон (лат. Gaius Popilius Carus Pedo) — государственный и военный деятель времен Римской империи, Консул-суффект 147 года.

## Биография
Происходил из плебейского рода Попилиев каров. О родителях ничего неизвестно. Возможно происходил из города Тибур. Первоначально получил должность децемвира по гражданским делам (decemvir stlitibus iudicandis). Впоследствии продолжил службу как военный трибун III Киренаикского легиона, в составе которого в 132—136 годах одержал победу во время подавления иудейского восстания во главе с Симоном Бар-Кохбой.
В течение 137—142 лет занимал должности квестора, народного трибуна и претора. В 144 году назначен куратором за пути Аврелиевой дороги — в Италии, Триумфальной и Корнелиевой дороги в Риме. В 146 году назначен префектом эрария Сатурна, который отвечал за сенатскую казну.
В 147 году стал консулом-суффектом вместе с Секстом Кокцеем Северианом Гонорином. В 150 году назначен ответственным за частную застройку в Риме (curator operum publicorum). Вошел в коллегию септемвиров эпулонов, а затем солдатом Адриана, что свидетельствует о принадлежности к нобилам.
В 151—155 годах как императорский легат-пропретор управлял провинцией Верхняя Германия. Продвинул границу с германцами в 30 милях к востоку от северной части оборонительных укреплений римлян. После этого построил новые укрепления в районе Декуматских полей (между современными немецкими городами Валдюрф и Хагхоф). Стена с укреплениями тянувшимися на 81 км, проходя горами, долинами и реками, представляла собой идеальную прямую линию.
В 161—162 годах по поручению императоров Марка Аврелия и Луция Вера осуществил перепись (ценз) в провинции Лугдунская Галлия. В 162 году назначен проконсулом в провинцию Азии, которой руководил до 164 года. Дальнейшая судьба неизвестна.